# Vidor Károly (filmrendező)
| Vidor Károly                              | Vidor Károly                              |
| Kattints az alábbi külső linkek egyikére! | Kattints az alábbi külső linkek egyikére! |
| ----------------------------------------- | ----------------------------------------- |
| Nem található szabad kép.(?)              |                                           |
| külső link · jogvédett                    | Charles Vidor portréja (IMDb.com)         |

Vidor Károly, (Charles Vidor) (Budapest, 1900. július 27. – Bécs, 1959. június 4.) magyar származású amerikai filmrendező.

## Életrajz
Vidor Károly zsidó családba született 1900. július 27-én Budapesten. Az első világháborúban az Osztrák–Magyar Monarchia gyalogságában szolgált, a háborút hadnagyként fejezte be. A Budapesti Egyetemen végzett tanulmányainak befejeztével Berlinbe költözött. Az 1920-as évek elején csatlakozott az UFA Stúdióhoz, amely akkoriban technikailag a legfejlettebb volt a világon. Asszisztens vágóként kezdett, majd rendezőasszisztens lett. 1924-ben az Amerikai Egyesült Államokba költözött.

## Filmográfia
- Dzsingiszkán kardja (The Mask of Fu Manchu) (1932)
- Sensation Hunters (1933)
- Gyilkos ajtó (Double Door) (1934)
- Strangers All (1935)
- The Arizonian (1935)
- His Family Tree (1935)
- Muss ’em Up (1936)
- Sinister House (1936)
- A Doctor’s Diary (1937)
- The Great Gambini (1937)
- She’s No Lady (1937)
- Romance of the Redwoods (1939)
- Blind Alley (1939)
- Those High Grey Walls (1939)
- My Son, My Son! (1940)
- The Lady in Question (1940)
- They Dare Not Love (1941) (társrendező, név nélkül)
- Ladies in Retirement (1941)
- New York Town (1941)
- The Tuttles of Tahiti (1942)
- A banditák (The Desperadoes) (1943)
- Szépek szépe (Cover Girl) (1944)
- Végre együtt (Together again) (1944)
- A Song to Remember (1945)
- Over 21 (1945)
- Gilda (1946)
- The Loves of Carmen (1948)
- It’s a Big Country (1951)
- Hans Christian Andersen (1952)
- Thunder in the East (1952)
- Rapszódia (Rhapsody) (1954)
- Szeress vagy hagyj el (Love Me or Leave Me) (1955)
- A hattyú (The Swan) (1956)
- The Joker Is Wild (1957)
- Búcsú a fegyverektől (A Farewell to Arms) (1957)
- Song Without End (1960)